# Охапкин, Анатолий Иванович
Анатолий Иванович Охапкин (17 июня 1930, Верхозино, Уральская область — 21 августа 1993, Москва) — советский и российский учёный в области экономики и организации сельского хозяйства, доктор экономических наук, академик ВАСХНИЛ / РАСХН (1990).

## Биография
Анатолий Иванович Охапкин родился 17 июня 1930 года в селе Верхозино Верхозинского сельсовета Шадринского района Шадринского округа Уральской области РСФСР, ныне село входит в Шадринский муниципальный округ Курганскую область.
Окончил Курганский сельскохозяйственный институт (1953) и его аспирантуру (1959).
В 1953—1957 годах — главный зоотехник совхоза.
В 1957—1959 годах — ассистент кафедры Курганского сельскохозяйственного института.
В 1959—1960 годах — заведующий отделом экономики Курганской областной опытной станции.
В 1961 году защитил кандидатскую диссертацию «Развитие форм оплаты труда в колхозах (На примере колхозов Курганской обл.)».
В 1961—1973 годах — в Курганском сельскохозяйственном институте: заведующий кафедрой (1961—1963), проректор (1963—1967), декан экономического факультета (1967—1971; первый декан вновь открытого факультета), заведующий кафедрой организации с.-х. производства (1971—1973).
В 1973—1978 годах — начальник Главного управления с.-х. науки и пропаганды МСХ РСФСР.
С 1978 года — заместитель директора, в 1984—1993 годах — директор Всероссийского НИИ экономики, труда и управления в сельском хозяйстве.
Доктор экономических наук (1984, диссертация: «Совершенствование организации труда в условиях интенсификации зернового производства»), профессор (1985), академик ВАСХНИЛ / РАСХН (1990). Экономист-аграрник. Автор научных работ по совершенствованию организации и оплаты труда в сельском хозяйстве, повышению эффективности производства и интенсификации зернового хозяйства.
Анатолий Иванович Охапкин умер 21 августа 1993 года.

## Награды
- Орден Трудового Красного Знамени, 1986 год
- Орден «Знак Почёта», дважды: 1966 год, 1976 год
- 3 медали.

## Научные труды
Автор (соавтор) около 150 научных трудов, в том числе более 30 книг и брошюр.
Публикации:
- Бугаев Н. Ф., Охапкин А. И. Денежная оплата труда в колхозах. (из опыта работы колхозов Курганской обл.). — Курган: Сов. Зауралье, 1960. — 136 с. — 3000 экз.[4]
- Методика разработки и внедрения научной организации труда (НОТ) на молочной ферме колхоза, совхоза / Сост. канд. экон. наук, доц. А. И. Охапкин, А. М. Семенов. — Курган, 1968. — 40 с.[5]
- Охапкин А. И. Совершенствование организации труда в полеводстве. — Челябинск: Юж.-Уральск. кню изд-во, 1971. — 162 с. — 3000 экз.[6]
- Шевченко И. Я., Охапкин А. И. Заготовку кормов — специализированными бригадами (Колхоз «Путь Ленина» Альменнев. р-на). — Челябинск: Юж.-Уральск. кню изд-во, 1972. — 30 с. — (Б-чка экономиста и организатора с.-х. производства). — 5000 экз.[7]
- Лапшин Н. А., Охапкин А. И. Новая организация и оплата труда в механизированных звеньях. — Челябинск: Юж.-Уральск. кню изд-во, 1972. — 64 с. — (Б-чка экономиста и организатора с.-х. производства). — 5000 экз.[8]
- Охапкин А. И., Парадеев А. И., Анохин В. А. Организация и оплата труда в летнем механизированном лагере по выращиванию телят. — Челябинск: Юж.-Уральск. кню изд-во, 1974. — 39 с. — (Б-чка экономиста и организатора с.-х. производства). — 4000 экз.[9]
- Производству зерна — индустриальную основу / Под общ. ред. А. И. Охапкина. — М.: Россельхозиздат, 1978. — 267 с. — 43 000 экз.[10]
- Охапкин А. И. Организация полевых работ поточным методом. — М.: Россельхозиздат, 1980. — 253 с. — 29 000 экз.[11]
- Охапкин А. И. Организация и оплата труда в зерновом производстве. — М.: Агропромиздат, 1986. — 174 с. — 4000 экз.[12]
- Охапкин А. И., Ратгауз М. Г. Передовые методы организации хозрасчета в сельском хозяйстве. — М.: О-во «Знание», 1987. — 43 с. — (В помощь лектору). — 10 000 экз.[13]
- Охапкин А. И., Анохин В. А. На подряде — круглый год. — М.: Росагропромиздат, 1989. — 190 с. — 30 000 экз. — ISBN 5-260-00111-7.[14]
- Предприятия АПК в условиях самостоятельности / Г. М. Антонов, Г. А. Баклаженко, А. Я. Кибиров и др. Под ред. А. И. Охапкина, Ф. К. Шакирова. — М.: Агропромиздат, 1991. — 158 с. — 13 000 экз. — ISBN 5-10-002634-0.[15]